# Bozioru
Bozioru è un comune della Romania di 1 250 abitanti, ubicato nel distretto di Buzău, nella regione storica della Muntenia.
Il comune è formato dall'unione di 10 villaggi: Bozioru, Buduile, Fișici, Găvanele, Gresia, Izvoarele, Nucu, Scăeni, Ulmet, Văvălucile.
Di particolare interesse, nell'area del villaggio di Nucu, un complesso di chiese e abitazioni rupestri risalenti ai primi secoli del cristianesimo: si tratta di 29 strutture scavate nella roccia, in parte ornate con sculture, che tuttavia in molti casi sono accessibili solo con una certa difficoltà.